# Amédée Jouandot
Amédée Jouandot, né à Bordeaux le 2 septembre 1833 et mort le 9 mars 1884 à Saint-Maurice, est un sculpteur français.

## Biographie
Amédée Jouandot entre à l'école des beaux-arts de Paris. Il est l'élève des sculpteurs Francisque Duret et François Jouffroy.
En 1869, la fontaine des Trois Grâces représentant Aglaé, Euphrosyne et Thalie, les filles de Zeus, dessinée par Louis Visconti et sculptée par Charles Gumery et Amédée Jouandot, est érigée sur la place de la Bourse à Bordeaux. Pour le centenaire du Grand Théâtre en 1870, Amédée Jouandot réalise la sculpture de Victor Louis. Celle-ci est présentée dans le vestibule. Il est à noter que Victor Louis n'avait pas la silhouette svelte de la sculpture, il était plutôt trapu et de visage rond .
Jouandot est inhumé le 13 mars 1884 à Bordeaux.

## Principales œuvres
- Fontaine des Trois Grâces, place de la Bourse à Bordeaux
- Fronton de la Bourse, Bordeaux
- Statue de l'architecte Victor Louis, vers 1860, marbre, théâtre de Bordeaux
- Le Repos Éternel, chapelle Bassié, cimetière de la Chartreuse à Bordeaux.
- Tympan de la porte principale de l'église Saint-Baudile de Nîmes
- Plusieurs Cariatides à Cognac
- Statue de l'architecte Ange-Jacques Gabriel, Hôtel de ville de Paris
- Buste de Delphine de Cambacérès, cimetière du Père-Lachaise à Paris
- Buste de Pierre Ligier, 1876, marbre, Bordeaux, Grand Théâtre.